# Уннюр Брау Конраудсдоттир
Уннюр Брау Конраудсдоттир (исл. Unnur Brá Konráðsdóttir; род. 6 апреля 1974, Рейкьявик) — исландский государственный и политический деятель. Бывший член альтинга от Партии независимости. Ранее она была главой общины Раунгауртинг-Эйстри с 2006 года, пока не вошла в парламент в 2009 году. В 2017 году Уннюр Брау Конраудсдоттир была избрана спикером альтинга и занимала эту должность до парламентских выборов того же года.

## Биография
В 1994 году Уннюр Брау окончила Menntaskólinn að Laugarvatni, а в 2000 году она окончила юридический факультет Исландского университета.
Работала представителем окружного комиссара в Исафьордюре в 2000—2002 годах и в Сельфоссе в 2002—2004 годах, а также была помощником окружного суда Сюдюрланда в 2002—2004 годах. В 2004—2006 годах она работала юристом в Государственном земельном кадастре, а с 2006 по 2009 год — главой общины Раунгауртинг-Эйстри. Она была членом парламента от Партии независимости в Южном избирательном округе с 2009 по 2017 год и спикером альтинга.
После того, как Уннюр Брау ушла из парламента, она работала в канцелярии премьер-министра: сначала в качестве помощника правительства, затем в качестве представителя правительства по вопросам климата, а также в качестве менеджера проекта обзора конституции.
В 2016 году много внимания привлёк тот момент, когда Уннюр Брау пришла со своим месячным ребёнком на трибуну альтинга и кормила её грудью во время обсуждения референдума по вопросам иммиграции.